# Institution Notre-Dame Saint-Jean
 (février 2024).
La mise en forme du texte ne suit pas les recommandations de Wikipédia : il faut le « wikifier ».
Les points d'amélioration suivants sont les cas les plus fréquents :
- Les titres sont pré-formatés par le logiciel. Ils ne sont ni en capitales, ni en gras.
- Le texte ne doit pas être écrit en capitales (les noms de famille non plus), ni en gras, ni en italique, ni en « petit »…
- Le gras n'est utilisé que pour surligner le titre de l'article dans l'introduction, une seule fois.
- L'italique est rarement utilisé : mots en langue étrangère, titres d'œuvres, noms de bateaux, etc.
- Les citations ne sont pas en italique mais en corps de texte normal. Elles sont entourées par des guillemets français : « et ».
- Les listes à puces sont à éviter, des paragraphes rédigés étant largement préférés. Les tableaux sont à réserver à la présentation de données structurées (résultats, etc.).
- Les appels de note de bas de page (petits chiffres en exposant, introduits par l'outil «  Source ») sont à placer entre la fin de phrase et le point final[comme ça].
- Les liens internes (vers d'autres articles de Wikipédia) sont à choisir avec parcimonie. Créez des liens vers des articles approfondissant le sujet. Les termes génériques sans rapport avec le sujet sont à éviter, ainsi que les répétitions de liens vers un même terme.
- Les liens externes sont à placer uniquement dans une section « Liens externes », à la fin de l'article. Ces liens sont à choisir avec parcimonie suivant les règles définies. Si un lien sert de source à l'article, son insertion dans le texte est à faire par les notes de bas de page.
- La présentation des références doit suivre les conventions bibliographiques. Il est recommandé d'utiliser les modèles {{Ouvrage}}, {{Chapitre}}, {{Article}}, {{Lien web}} et/ou {{Bibliographie}}. Le mode d'édition visuel peut mettre en forme automatiquement les références.
- Insérer une infobox (cadre d'informations à droite) n'est pas obligatoire pour parachever la mise en page.

Pour une aide détaillée, merci de consulter Aide:Wikification.
Si vous pensez que ces points ont été résolus, vous pouvez retirer ce bandeau et améliorer la mise en forme d'un autre article.
 (février 2024).
 (février 2024).
L'Institution Notre-Dame Saint-Jean (anciennement l'Institution Saint-Marie) est un établissement français multidisciplinaire composé de 5 établissements scolaires allant de la maternelle aux études supérieures.
L'institution compte plus de 3 000 élèves dans ses différents établissements.

## Histoire
En 1838, l'abbé Denizot, un curé de paroisse, fonde l'Institution Notre-Dame Saint-Jean pour combler le manque d'écoles à destination des classes aisées.
N'ayant que peu de moyens, c'est dans une chambre d'hôtel que commence l'histoire de l'établissement. L'abbé Denizot y dépêche deux frères de Marie afin que ces derniers puissent prodiguer un enseignement catholique à un petit groupe d'enfants.
En 1840, face à une augmentation des inscriptions, l'institution déménage de l'hôtel place Dauphine à la "Maison Bonnot". Après plusieurs tentatives d'agrandissement sans succès, elle emménage finalement en 1880 dans ce qui est aujourd'hui le siège du conseil régional de Bourgogne-Franche-Comté.
Durant les périodes de conflit[Lesquels ?], l'institution se transforme notamment en hôpital complémentaire pour les blessés militaires.
Dans les années 1950, l'établissement atteint le seuil des 1 000 élèves et les sœurs de la charité décident d'utiliser leur propriété rue des Granges du Collège pour y transférer l'école Notre-Dame.
En 1969, une extension de l'établissement est envisagée dans une zone rurale. Cette nouvelle partie de l'établissement, le lycée Saint-Jean, est inaugurée en 1990.

## Enseignement
L'Institution Notre-Dame Saint-Jean propose différents types d'enseignement allant de la maternelle au BAC+3 sur ses 5 sites.

### Enseignement général
- Lycée
- Collège
- École primaire
- École maternelle

### Enseignement technologique
- Filière STMG (spécialités : comptabilité gestion et mercatique)
- Filière ST2S

### Enseignement supérieur
- BTS Comptabilité et Gestion
- BTS Gestion de la PME
- BTS Management Commercial Opérationnel
- BTS Banque
- BTS Collaborateur Juriste Notarial
- Créarts

## Personnalités liées à l'établissement
- Auguste Castan, historien français (ce n'est pas ce que dit sa bio)[réf. nécessaire]
- Albert Jacquard, chercheur et philosophe français(ce n'est pas ce que dit sa bio)[réf. nécessaire]